# Phytomyza diminuta
Phytomyza diminuta este o specie de muște din genul Phytomyza, familia Agromyzidae. A fost descrisă pentru prima dată de Walker în anul 1858. Conform Catalogue of Life specia Phytomyza diminuta nu are subspecii cunoscute.